# Axel von Fersen
Hrabia  Fredrik Axel Fersen "Starszy" (ur. 5 kwietnia 1719, zm. 24 kwietnia 1794) – szwedzki polityk powiązany z partią kapeluszy. Pełnił funkcje landmarszałka (Lantmarskalk) trzykrotnie: (w latach 1755–1756, a następnie w latach: 1760–1762 i od 1769 do 1770). Jego synem był Hans Axel Fersen (1755–1810).

## Życiorys

### 1756-1771
Axel von Fersen wyróżnił się w czasie wojny siedmioletniej (1756–1763). W walkach o Uznam i Wolin zadał znaczne straty wojskom pruskim. W nagrodę na obradach parlamentu z 1755/1756 roku uczyniono go landmarszałkiem. Od 1756 cała partia kapeluszy znajdowała się pod jego przywództwem. W latach sześćdziesiątych zdecydował się wesprzeć dwór przeciwko próbom dalszego ograniczania władzy królewskiej jakie podejmowała prorosyjska partia czapek, które doprowadzały do rozpaczy króla Adolfa Fryderyka. W 1766 partia czapek przejęła władzę, a Fersen znalazł się w opozycji. Gdy król abdykował na siedem dni, Fersen przywrócił spokój w stolicy wysyłając gwardię w miasto. "Kapelusze" odzyskały władzę w 1769. Fersen znów został landmarszałkiem, lecz nie uczynił niczego by ustabilizować sytuacje w Szwecji. Nie wyszedł naprzeciw tym którzy domagali się reformy konstytucji z 1719, czym niechcący wzmocnił absolutystów z popierającej księcia Gustawa (potem Gustaw III) "partii" Gustavianerna. Wieczorem 12 lutego 1771 Fersen jadł kolację w pałacu królewskim, gdy król doznał ataku serca, po czym zmarł w jego ramionach.

### 1771-1789
Po przejęciu władzy, Gustaw III usiłował pogodzić zwaśnione partie dzieląc najważniejsze stanowiska między ich przedstawicieli. Von Fersen zasiadał w komitecie mającym wypracować wspólną bazę polityczną. Komitet okazał się pomysłem nieudanym. Po ponownym przywróceniu monarchii absolutnej drogą zamachu stanu przez króla (sierpień 1772) Gustaw przywołał Fersena do siebie. Jednak ich relacje nigdy nie były zbyt serdeczne. Pisma Fersena Historiska Skrifter pokazują, że był on bardzo zazdrosny o pozycje króla i jego zalety charakteru i nie mógł przy tym zapomnieć czasów gdy jako szef zwycięskiej partii sam decydował o wszystkim co dzieje się w państwie. Na Riksdagu roku 1778 pojawiły się już pewne rozbieżności między nimi. W 1786 Fersen przeszedł do opozycji antykrólewskiej występując przeciwko królewskim roszczeniom finansowym.

### 1789-1794
Na zebraniu parlamentu roku 1789 Fersen agitował wśród arystokratów przeciw tronowi, nie zważając na trudna sytuację międzynarodową Szwecji (dwie wojny). Opóźniał subsydia dla armii przez co stracił swą renomę. 17 lutego 1789 został w końcu aresztowany i opozycja załamała się.
W sierpniu 1791 był specjalnym wysłannikiem szwedzkim w Wiedniu, próbującym wybadać czy Austria nie pomogłaby walczyć z Rewolucją Francuską. Wicekanclerz austriacki Philipp von Cobenzl sceptycznie się jednak wyraził o możliwościach powodzenia takiej operacji.
Fersen przez 17 lat rządził faktycznie Szwecją. Był człowiekiem o dużym talencie organizacyjnym, a także literackim. Jednak był nieco zbyt dumny i żądny władzy jak na wielkiego męża stanu.